# WBBM-TV
WBBM-TV(Conhecida como CBS 2 ou CBS Chicago) é uma emissora de televisão estadunidense filial da CBS licenciada para Chicago, Illinois. A Estação é de propriedade da CBS Television Stations, subsidiária da ViacomCBS. A sede da WBBM-TV é localizada na West Washington Street como parte do desenvolvimento na 108 North State Street, no distrito de Loop, e seu transmissor está localizado no topo da Willis Tower na South Wacker Drive.

## História

### História antiga (1940-1953)
A WBBM-TV surge em 1940, quando Balaban and Katz, uma subsidiária da Paramount Pictures, assinou um contrato com a estação experimental W9XBK, a primeira instalação de televisão totalmente eletrônica em Chicago. Balaban and Katz já eram bem conhecidos por possuir vários cinemas na área de Chicago. Para estabelecer a estação, a empresa contratou o pioneiro da televisão William C. "Bill" Eddy da estação experimental da W2XBS da RCA na cidade de Nova Iorque. Quando a Segunda Guerra Mundial começou, Eddy usou as instalações da W9XBK como um protótipo de escola para o treinamento de técnicos em eletrônica da Marinha.  Enquanto dirigia a escola da Marinha, Eddy continuou a liderar a W9XBK e escreveu o livro que definiu a televisão comercial por muitos anos. 
Em 6 de setemrbro de 1946, a estação recebeu uma licença comercial como WBKB(significado de Balaban and Katz Broadcasting) no canal 4 VHF, tornando-se a primeira estação comercial localizada fora do Fuso Horário do Leste; foi também a sexta estação de TV comercial nos Estados Unidos, atrás de WNBT(Agora WNBC), WCBW(Agora WCBS-TV), WABD(Agora WNYW), todos na cidade de Nova Iorque; WRGB em Schenectady, Nova Iorque; e WPTZ(Agora KYW-TV) em Filadélfia. WBKB exibiu alguns dos primeiros programas da CBS, incluindo a estreia de Junior Jamboree em 1947(mais tarde renomeado Kukla, Fran e Ollie depois que mudou para a NBC em 1948). O Canal 4 funcionava originalmente como uma estação independente, já que na época não estava claro se iria ser uma afiliada da rede CBS; eventualmente, a WTMJ-TV de Milwaukee se tornou a primeira estação de televisão do Fuso Horário do Leste a se afiliar a uma grande rede. Um dos primeiros destaques da estação foi a transmissão do jogo do campeonato da National Football League entre o Chicago Cardinals e o Philadelphia Eagles em 28 de dezembro de 1947. 
Em abril de 1948, a WBKB começou a compartilhar a afiliação da CBS com a WGN-TV(Canal 9), depois que a WBKB assinou um contrato com a CBS. Em 1949, Balaban e Katz tornaram-se parte da United Paramount Theatres, depois que a Paramount Pictures foi forçada a vender sua rede de cinemas por ordem da Suprema Corte dos Estados Unidos. 
WBKB desempenhou um papel indireto no fim da DuMont. Na época, a Paramount Pictures possuía uma participação na DuMont; como resultado, a Comissão Federal de Comunicações(FCC) considerou a DuMont uma empresa controlada pelo estúdio. A Paramount também era dona da KTLA em Los Angeles; uma vez que a DuMont já possuía WABD (agora WNYW) na cidade de Nova Iorque, WTTG em Washington, D.C. e WDTV(agora estação irmã da KDKA-TV) em Pittsburgh, a decisão da FCC significava que nem a Paramount nem a DuMont poderiam adquirir mais estações de televisão.  Paramount até lançou um serviço de programação de curta duração, a Paramount Television Network(sem relação com a atual Paramount Network apenas a cabo), em 1949, com KTLA e WBKB sendo suas estações principais;   no entanto, o serviço nunca se consolidou em uma verdadeira rede de televisão.

### Como uma estação filial e operada pela CBS(1953 até o presente)
Em fevereiro de 1953, a United Paramount Theatres fundiu-se com a American Broadcasting Company(ABC), que já possuía a WENR-TV(Canal 7). Como a nova entidade resultante da fusão não poderia manter as duas estações, já que as regulamentações da FCC aplicadas naquela época proibiam a propriedade comum de duas estações de televisão licenciadas para o mesmo mercado, a WBKB foi vendido para a CBS por US $ 6,75 milhões. Em 12 de fevereiro, um dia após a fusão ser finalizada, a emissora mudou suas cartas de chamada para WBBM-TV, depois da rádio WBBM(AM 760 e 96,3 FM), que a CBS CBS possuía desde 1929. As cartas de chamada WBKB foram posteriormente assumidas pelo canal 7 (essa estação eventualmente mudaria seu indicativo para WLS-TV em 1968, e o indicativo agora reside em uma estação afiliada a CBS em Alpena, Michigan). Enquanto o talento do antigo WBKB permaneceu com o novo WBBM-TV sob o gerente geral de longa data da estação de rádio, H. Leslie Atlass, a gestão da era UPT do antigo WBKB mudou para o canal 7.
Como resultado da compra da WBBM-TV pela CBS, ela retomou toda a programação da CBS anteriormente transmitida pela WGN-TV, após uma cláusula de cancelamento de dois meses no contrato de afiliação do canal 9 com a CBS; isso deixou o canal 9 com a DuMont, que rapidamente se desintegrava, como sua única afiliação de rede.

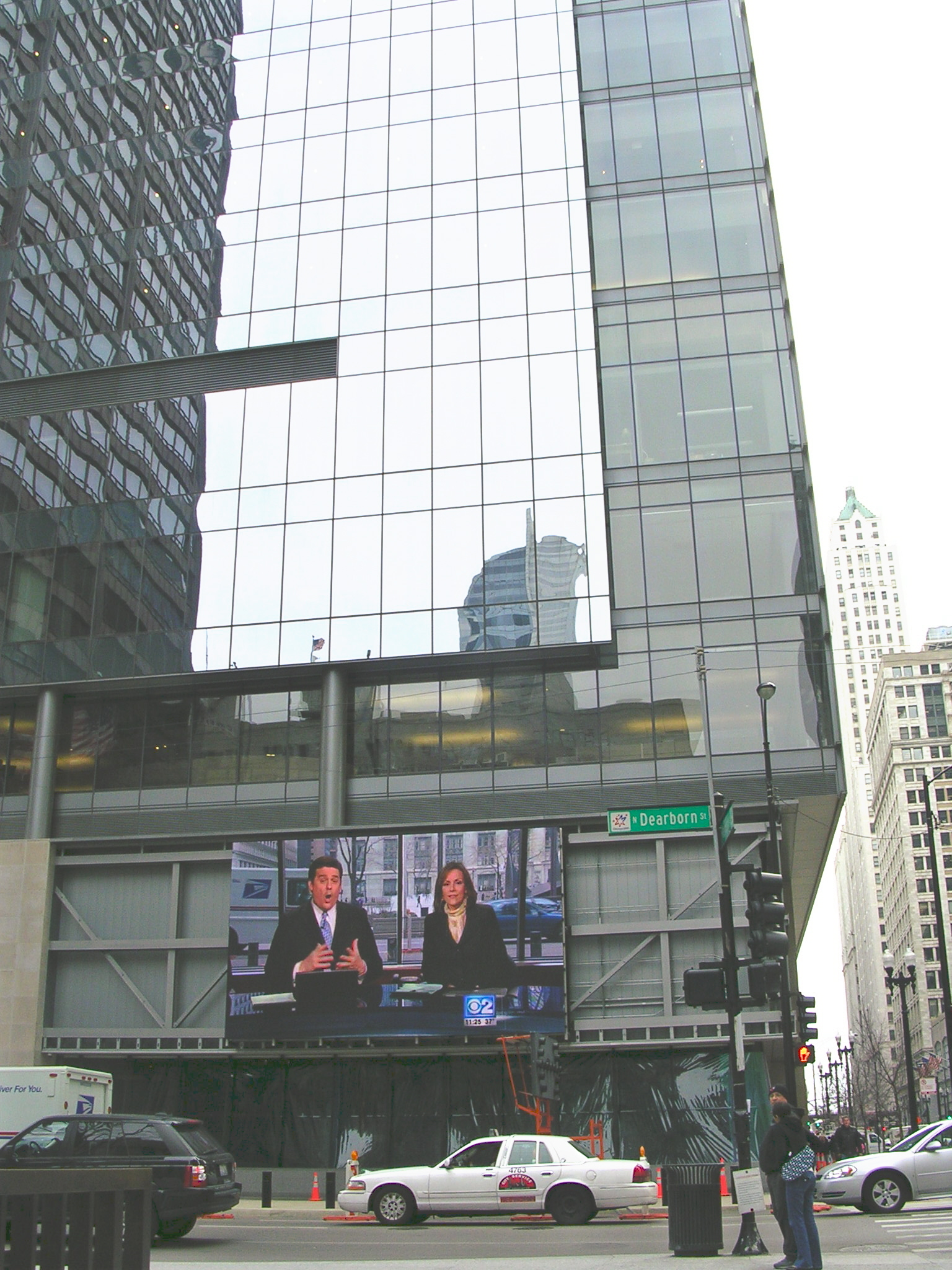
Estúdios da WBBM-TV em Washington Boulevard e Dearborn Street, em frente ao Daley Plaza

De acordo com os realinhamentos de alocação de canais VHF impostos pela FCC em sua emissão do Sexto Relatório e Ordem, a WBBM-TV mudou para o canal 2 em 5 de julho de 1953, a fim de eliminar a interferência com a WTMJ-TV em Milwaukee.  WTMJ-TV simultaneamente mudou para o canal 4 VHF ao canal 3 VHF para evitar interferência com outra afiliada da CBS WKZO-TV(agora WWMT) em Kalamazoo, Michigan(do outro lado do Lago Michigan), que ela mesma transmitiu no canal 3. A alocação do canal 2 foi coincidentemente liberada ao mesmo tempo que a capital de Illinois foi forçada a deixar a alocação ser transferida para Saint Louis, onde a alocação foi atribuída a KTVI. O rearranjo também forçado zênite para desligar KS2XBS, uma estação experimental no canal 2 em Chicago que a empresa mantida por seu serviço pioneiro de pay-per-view Phonevision.
Em 1956, a CBS consolidou suas operações em Chicago na antiga Chicago Arena, um edifício reformado de 5.760 m²(62.000 pés quadrados) e três andares em North McClurg Court, no bairro de Streeterville; a propriedade foi construída em 1924 como um estábulo de cavalos e funcionava como pista de patinação no gelo e pista de boliche antes da compra do prédio por cerca de US$ 1,3 milhões pela CBS. 
Naquele ano, um episódio de What's My Line? originado dos estúdios da WBBM, foi ao ar um dia antes do início da Convenção Nacional Democrata de 1956. Entre o final dos anos 1940 e o início dos anos 1970, a Columbia Records abrigou um escritório e um estúdio de gravação no prédio. Em 26 de setembro de 1960, os estúdios McClurg Court da WBBM serviram como o local do primeiro debate presidencial televisionado entre John F. Kennedy e Richard Nixon.  WBBM-TV também serviu como casa de produção para os programas sindicalizados Donahue(de 1982 a 1985) e Siskel & Ebert(de 1986 ao final dos anos 1990), quando a produção migrou para os estúdios da WLS-TV na State Street).
Em outubro de 1987, a Center City Communications - um grupo de investidores com base local liderado pela advogada Brenda Minor - entrou com uma contestação à renovação da licença da estação da WBBM-TV pela FCC. No entanto, ao pedir à agência para não renovar a licença da estação até 1992, Center City nunca detalhou quaisquer objeções específicas à renovação da licença da estação, embora tenha sido especulado que o desafio pode estar relacionado ao então recente boicote pela Operação PUSH em torno a falta de diversidade com o pessoal da emissora e as denúncias de que as práticas de contratação da WBBM não eram justas com os negros; Minor (que é afro-americano) citou posteriormente que a estação não cumpria as obrigações de relações públicas de televisão. Center City desistiu do desafio três meses depois, em julho, após chegar a um acordo com a CBS no qual a Center City concordou em não contestar a renovação da licença de qualquer estação da CBS por um período de cinco anos, em troca de um pagamento de $187.500 pela CBS. O desafio gerou pedidos para a FCC reformar seu processo de renovação comparativa, que certas emissoras afirmam ter sido usado exclusivamente com o propósito de "extorquir [ing]" grandes liquidações em dinheiro das emissoras.  
A estação foi devolvida à propriedade comum da Paramount Pictures quando a Viacom - que adquiriu o estúdio da Gulf and Western em 1994 - se fundiu com a CBS Corporation (original) em um negócio de US$ 36 bilhões em fevereiro de 2000. Essa união foi desfeita novamente em dezembro de 2005, quando a Viacom se tornou CBS Corporation e separou a Paramount Pictures e as redes de cabo da Viacom em uma empresa separada que assumiu o nome Viacom.  
Em 2003, a WBBM assinou um contrato de arrendamento com a desenvolvedora Mills Corporation, com sede em Chevy Chase, Maryland, para construir um "centro de mídia" para a estação nos empreendimentos "Block 37" no distrito comercial de Loop, com planos de incluir um estúdio no nível da rua que teria vista para a Daley Plaza.  WBBM havia considerado anteriormente a venda das instalações do McClurg Court com a intenção de se mudar para um novo  complexo de estúdios em 1998 (com áreas em North Fairbanks Court, North Michigan Avenue e West Jackson Street como locais potenciais para as instalações planejadas); no entanto, os planos foram adiados devido à transição para a transmissão de alta definição.
Em 21 de setembro de 2008, a WBBM-TV mudou-se para novas instalações no estúdio "Block 37" na esquina de Dearborn e Washington Street, com uma tela LED de 9,1 x 5,8 metros(30 por 19 pés) que adorna a fachada inferior do prédio de 17 andares(que alguns residentes reclamaram de "cafona e visualmente hiperativa").   Esta mudança coincidiu com a atualização dos noticiários do canal 2 para alta definição, tornando a WBBM a quarta estação de televisão no mercado de Chicago a começar a transmitir seus noticiários no formato(filmagem de campo convertida para o formato ao longo de anos ); no início de 2006, as estações de rádio WBBM mudaram-se para novas instalações de estúdio dentro do Two Prudential Plaza na North Stetson Avenue. O antigo prédio das instalações do Tribunal McClurg foi demolido durante um período de dois meses de fevereiro a abril de 2009. WBBM-TV mudou seu set de notícias para um estúdio mais tradicional em setembro de 2017, após a obrigação de manter seu estúdio principal no espaço da rua por dez anos foram cumpridos, com a CBS eventualmente removendo a tela de LED e colocando o espaço para locação no varejo em 2019, embora sem nenhum interesse surgindo durante a Pandemia de COVID-19, a WBBM-TV voltou a usá-la no final de 2020 para permitir um distanciamento social mais amplo dos espaços de trabalho da estação. 
A WBBM-TV desligou seu sinal analógico, no canal 2 VHF em 12 de junho de 2009, data oficial em que as estações de televisão de potência máxima nos Estados Unidos fizeram a transição de analógico para digital sob mandato federal. O sinal digital da estação mudou do canal 3 VHF pré-transição para o canal VHF 12 pós-transição atual.   Através do uso de PSIP, os receptores de televisão digital continuaram a exibir o canal virtual da estação como seu antigo VHF analógico canal 2.1.
Em 21 de outubro de 2014, a CBS e a Weigel Broadcasting anunciaram que fariam uma parceria para lançar Decades, uma rede digital de subcanal. O soft da rede foi lançado no mercado de Chicago no canal digital WBBM 2.2, quando esse subcanal foi lançado em 1º de fevereiro de 2015, com a rede fazendo sua estreia nacional formal quatro meses depois, em 25 de maio.   Decades mudaram para a WCIU-DT4 em 3 de setembro de 2018, com a WBBM-DT2 tornando-se o lar de uma segunda rede conceitual Weigel/CBS conhecida como Start TV, que é especializada em transmitir dramas processuais com mulheres nos papéis principais.
Em 2 de fevereiro de 2017, a CBS concordou em vender a CBS Radio para a Entercom, atualmente a quarta maior emissora de rádio dos Estados Unidos. A venda foi concluída em 17 de novembro de 2017,  e foi conduzida usando um Reverse Morris Trust para que fosse livre de impostos. Enquanto os acionistas da CBS mantêm uma participação acionária de 72% na empresa combinada, a Entercom é a entidade sobrevivente, com a rádio WBBM e suas estações irmãs agora separadas da WBBM-TV(embora a WBBM Newsradio mantenha uma parceria geral contínua e forte com a WBBM-TV).  
Em agosto de 2018, Jeff Harris assumiu o comando como diretor de notícias da WBBM-TV.  O âncora noturno de longa data Rob Johnson foi demitido em março de 2019, substituído por Brad Edwards. Edwards juntou-se a Irika Sargent nos noticiários das 17, 18 e 22 horas. 
Em 4 de dezembro de 2019, a CBS Corporation e a Viacom voltaram a ser a ViacomCBS.  CBSN lançou uma versão local do serviço em 22 de abril de 2020 para a estação. 

## Programação

### Canais digitais
O sinal digital da estação é multiplexado:
| Canal | Canal | Vídeo | Aspecto | Nome abreviado do PSIP | Programação                          |
| ----- | ----- | ----- | ------- | ---------------------- | ------------------------------------ |
| 2.1   | 12.1  | 1080i | 16:9    | CBS2-HD                | Programação principal da WBBM-TV/CBS |
| 2.2   | 12.2  | 480i  | 16:9    | Start TV               | Start TV                             |
| 2.3   | 12.3  | 480i  | 16:9    | DABL                   | Dabl                                 |
| 2.4   | 12.4  | 480i  | 16:9    | FAVE                   | Fave TV                              |

A WBBM-TV é atualmente a única estação de televisão "full-power" em Chicago que opera seu sinal digital na banda VHF (como havia feito antes da transição digital de junho de 2009). A estação rival da WBBM-TV, WLS-TV, foi a única outra estação a ter operado seu sinal digital de potência total em uma alocação de VHF até que a estação mudou suas transmissões digitais para o canal UHF 44, a fim de aliviar os problemas de recepção, embora tenha retido o canal 7 de VHF como a atribuição para seu tradutor digital de preenchimento quando foi lançado em 31 de outubro de 2009. Alguns telespectadores tiveram problemas para captar sinais de VHF após a transição de 12 de junho; como resultado, os noticiários da WBBM foram transmitidos simultaneamente pela WWME-CA(canal 23), que servia como um serviço de luz noturna analógica de baixa potência em seu sinal analógico após a transição. 

### Programação Sindicada
Em setembro de 2020, os programas sindicalizados transmitidos pela WBBM-TV incluem The Drew Barrymore Show, Dr. Phil, Comics Unleashed, Entertaiment Tonight, e Judge Judy.

### Programação Esportiva
De 1946 a 1951, a WBKB transmitiu os jogos caseiros do Chicago Cubs.   O proprietário do Cubs, Phillip K. Wrigley, acreditava que o beisebol poderia se beneficiar com a televisão se um sistema pudesse ser desenvolvido para atrair as donas de casa e também seus maridos. O Wrigley concedeu ao WBKB os direitos de transmitir os Cubs gratuitamente nos primeiros dois anos.  A primeira tentativa de transmitir um jogo dos Cubs, em 21 de abril de 1946, não teve sucesso, devido à interferência elétrica no edifício State-Lake, onde o transmissor da estação estava localizado.  A competição de 13 de julho de 1946 entre os Cubs e o Brooklyn Dodgers marcou a primeira transmissão bem-sucedida de um jogo da Major League em Chicago. 
Em 1956, quando a CBS começou a transmitir jogos da National Football League(NFL), a WBBM se tornou a estação principal do Chicago Bears, transmitindo a maioria dos jogos da temporada regular do time (bem como jogos da pré-temporada intermitentes ao longo dos anos) e até eles se mudaram para St. Louis em 1960, e também eram a estação principal dos jogos da temporada regular do Chicago Cardinals; a parceria WBBM-Bears continuou até o final da temporada de 1993, quando a rede perdeu os direitos da National Football Conference(NFC) para a Fox com a maioria dos jogos sendo transmitidos desde então pela filial da Fox, WFLD. Atualmente, a WBBM-TV exibe os jogos da temporada regular do Bears apenas durante as semanas em que o time está programado para sediar um adversário da American Football Conference (AFC) no Soldier Field em um horário de domingo à tarde. No entanto, começando em 2014 com a introdução da programação "cross-flex" (e com ela o fim da determinação dos direitos de transmissão por conferência), existem exceções para certas transmissões de jogos cujos direitos a CBS originalmente detinha e que são transferidos para a Fox (como o Jogo em casa de 2014 contra o Buffalo Bills) e jogos NFC vs. NFC que foram alternadamente transferidos da Fox para a CBS (como um jogo em casa de 2019 contra o Minnesota Vikings) Além disso, o Super Bowl XLI, onde os Bears jogaram contra o Indianapolis Colts, foi transmitido pela CBS e WBBM.
De 1973 a 1990, a WBBM-TV exibiu jogos selecionados do Chicago Bulls pela NBA on CBS.
De 2003 a 2007, a WBBM-TV serviu como apresentadora da Maratona de Chicago, que acontece anualmente em outubro, substituindo a estação WMAQ-TV, filial e operada pela NBC; para acomodar a transmissão, alguns programas da CBS News foram interrompidos ou atrasados. A cobertura da maratona voltou ao WMAQ-TV em 2008.

### Operação de notícias
A WBBM-TV transmite 30 horas e meia de noticiários produzidos localmente por semana (com 4 horas e 35 minutos cada dia da semana; 3 horas e meia aos sábados e 4 horas e meia aos domingos).

#### História do departamento de notícias
No final dos anos 1970, os noticiários da WBBM-TV ultrapassaram a WMAQ-TV para o primeiro lugar; seu departamento de notícias naquela época havia se tornado uma das agências de notícias locais mais respeitadas do país e era considerado um bastião do jornalismo sério. Liderado pelos âncoras Bill Kurtis e Walter Jacobson, o meteorologista John Coughlin e o diretor de esportes Johnny Morris , a WBBM dominou as classificações de notícias durante o final dos anos 1970 e início dos 1980. A certa altura, seu domínio era tão absoluto que a estação intitulou seu noticiário das 22h, THE Ten O'Clock News.
Kurtis e Jacobson se juntaram pela primeira vez em 1973 pelo gerente-geral Robert Wussler e pelo diretor de notícias Van Gordon Sauter, que introdoziu um formato de notícias pesadas e começou a usar a redação como cenário para todos os noticiários do canal 2. Kurtis ficou conhecido por seus relatórios detalhados da "Unidade de foco" e Jacobson por seus comentários de "Perspectiva". Entre os outros jornalistas empregados na WBBM-TV durante esse período estavam o crítico de cinema Gene Siskel; a polícia e o repórter policial John "Bulldog" Drummond; a repórter Susan Anderson sobre questões de consumo e mulheres; o repórter Bob Wallace; repórter investigativo Pam Zekman; o repórter médico Roger Field; o repórter político Mike Flannery; e o repórter/âncora de notícias de fim de semana Mike Parker, Bob Sirott e Phil Ponce - que mais tarde apresentariam o programa Chicago Tonight na estação membra da PBS: WTTW(canal 11) - também foram contratados como repórteres para a WBBM-TV durante esse período. Parker e Zekman permaneceram na estação até suas respectivas partidas em 2016 e 2020; Drummond também ainda contribui com relatórios ocasionais.
Em 1982, Kurtis deixou a WBBM-TV para ingressar na CBS News como âncora do CBS Morning News; ele foi substituído como âncora dos noticiários noturnos da WBBM pelo ex-âncora da WMAQ-TV Don Craig. Quando Kurtis voltou ao canal 2 três anos depois, em outubro de 1985, ele se juntou a Craig no noticiário de uma hora às 18h; Harry Poterfield, que co-ancorou aquele noticiário por vários anos, foi rebaixado ao mesmo tempo para as noites de fim de semana. Porterfield, que é afro-americano, mais tarde saiu para se tornar um repórter e âncora de meio período na WLS, mas seu rebaixamento anterior levou Jesse Jackson e seus direitos civis locais para a Operação PUSH iniciar um boicote à WBBM-TV(em um ponto, redigindo uma proposta para a gestão da estação da CBS, WBBM-TV, que exigia que a estação implementasse uma cota de 40% de contratação de minorias, contratasse dois âncoras negros para sua equipe de notícias e fazer a CBS conceder um compromisso financeiro de $ 11 milhões para participações minoritárias) que durou até agosto de 1986; no meio do boicote, Gary Cummings renunciou ao cargo de vice-presidente e gerente geral da WBBM em março de 1986, e foi substituído duas semanas depois pelo ex-diretor assistente de notícias Johnathan Rodgers, que se tornou o primeiro GM afro-americano na estação.    WBBM-TV posteriormente contratou o jornalista afro-americano Lester Holt(posteriomente da NBC News) para substituir Porterfield como âncora noturna. Kurtis deixou a WBBM pela segunda vez em 1996.
Em março de 1986, a WLS-TV, que havia sido a terceira por muitos anos, ultrapassou a WBBM no número 1. Em 1990, a WBBM contratou Bill Applegate, que havia levado a WLS ao primeiro lugar como seu diretor de notícias e gerente geral. Applegate tirou Jacobson da mesa do âncora (Jacobson acabou partindo para a WFLD em abril de 1993) e, de maneira controversa, tornou os noticiários muito mais chamativos do que antes; a equipe de reportagem durante este período incluiu notavelmente Elizabeth Vargas(agora na ABC News), Rob Stafford(agora na WMAQ-TV), Jim Avila(agora na ABC), Larry Mendte(agora um comentarista na WPIX na cidade de Nova York) e Dawn Stensland(ex-âncora da WTXF-TV na Filadélfia). Foi o suficiente para levar a estação a um empate em primeiro lugar com a WLS-TV em 1993. O ímpeto não durou, pois Vargas, Avila, Mendte, Stafford e Stensland deixaram a estação em pouco tempo; em meados da década de 1990, entretanto, a WBBM-TV havia caído para o último lugar. Durante a maior parte da década seguinte, WLS e WMAQ lutaram pelo primeiro lugar, enquanto a divisão de notícias da WBBM-TV definhou, com seus noticiários frequentemente perdendo para reprises sindicadas na WFLD. A estação passou por vários esquemas diferentes de marcas no ar ao longo dos anos - desde sua marca de longa data do Channel 2 News até a atual CBS 2 News .
A mais notável de muitas mudanças que a WBBM-TV fez em sua operação de notícias ocorreu em 2000, quando reformulou seu noticiário das 22h, abandonando o formato tradicional de notícias em favor de um foco em recursos profundos de "notícias difíceis", um dos principais momentos de glória da estação. Ancorado pela ex-âncora de longa data da WMAQ, Carol Marin, o noticiário foi saudado como um retorno ao jornalismo de qualidade na melhor tradição da CBS, em uma época em que o jornalismo de tabletes e "soft news" estavam se tornando a tendência nas notícias transmitidas. No entanto, a queda de audiência levou à queda do formato do jornal em outubro, passados apenas nove meses, com o programa voltando para um formato mais tradicional de notícias recentes. 
Em abril de 2002, a emissora eliminou seu estúdio gráfico e "newsplex" de um ano de uso em favor de um estúdio mais simples e de um conjunto gráfico correspondente. Em março de 2003, Antonio Mora, ex-apresentador do Good Morning America, foi indicado como âncora principal da WBBM; Diann Burns, ex-âncora da WLS-TV, juntou-se a Mora na mesa da âncora em outubro de 2003. Em janeiro de 2006, a WBBM-TV obteve seu melhor desempenho às 17h em 13 anos, quando superou a WMAQ para o segundo lugar na faixa de tempo, embora ainda ficasse muito atrás da WLS. O noticiário das 22h do Canal 2 permaneceu em último lugar, porém foi o único noticiário tardio a aumentar sua quota de audiência durante o primeiro mês de 2006. A WBBM-TV também terminou em segundo lugar de sign-on a sign-off (de 6:00 a.m. a 2:00 a.m.), saltando de quarto lugar para o seu melhor desempenho mensal em 23 anos. Em agosto de 2006, a WBBM-TV contratou Rob Johnson (que já havia servido como âncora de fim de semana na WLS-TV a partir de 1998) para co-ancorar o noticiário das 17h00 ao lado de Burns, enquanto Mora e Burns continuaram a co-ancorar às 6h00 e 10h00. Em maio de 2007, a WBBM-TV caiu para a quarta posição, passando de sign-on para sign-off atrás da WLS-TV, da afiliada da The CW, WGN-TV, e da emissora da NBC, WMAQ, e logo à frente da emissora da Fox, WFLD.
Imediatamente após isso, a WBBM substituiu Antonio Mora, no telejornal das 22h, por Johnson. Mora continuou a ser co-âncora do telejornal das 18h00 e apresentou o Eye on Chicago, antes de deixar a WBBM-TV em janeiro de 2008 para se tornar âncora noturna na emissora irmã WFOR-TV de Miami; Johnson então apresentou o telejornal das 18:00h e o Eye On Chicago em suas funções.  Em 31 de março de 2008, a WBBM anunciou que o contrato de Diann Burns não seria renovado; ela, juntamente com a editora médica Mary Ann Childers, o diretor esportivo Mark Malone e os repórteres Rafael Romo e Katie McCall estavam entre os 18 funcionários demitidos da emissora devido a cortes no orçamento impostos pela CBS Television Stations. No mesmo mês, a WBBM contratou Ryan Baker (anteriormente da WMAQ-TV) para atuar como o diretor esportivo.
Em 30 de abril de 2009, a WBBM-TV demitiu um número não revelado de funcionários a mais; além disso, a emissora cancelou seus telejornais de fim de semana de manhã e o programa de assuntos públicos Eye On Chicago, além de reestruturar seus telejornais das 18:00 e 22:00 horas para um formato de âncora solo, com Anne State sendo relegada para o telejornal das 17:00 horas, enquanto Rob Johnson continuou como âncora das edições posteriores.  Com seu telejornal das 22:00 horas dedicado às informações empresariais, esse telejornal começou a crescer ano após ano e continua até os dias de hoje. Harry Porterfield retornou à WBBM-TV após 24 anos na WLS-TV em 3 de agosto de 2009 para ancorar as notícias das 11h00 com Roseanne Tellez, e também para continuar "Someone You Should Know", a série de reportagens que ele começou na WBBM em 1977. 
Em 13 de novembro de 2009, como o âncora principal Rob Johnson estava de férias, Bill Kurtis e Walter Jacobson retornaram ao canal 2 para ancorar o noticiário das 22h; Jacobson permaneceu mais tarde para continuar seus comentários de marca "Perspective".  Durante o período de "sweeps" de novembro de 2009, o telejornal da WBBM-TV das 22h00 ultrapassou a WMAQ-TV para o segundo lugar, atrás da WLS-TV líder do mercado, e foi o único telejornal de última hora em Chicago a ver um aumento de audiência durante o período de "sweeps" de novembro de 2008. 
Em janeiro de 2010, as audiências para o telejornal das 22h00 permaneceram em segundo lugar, aumentando em relação ao ano passado de uma pontuação de 4.3 para 6.0.  Em fevereiro de 2010, as notícias das 22h voltaram ao terceiro lugar atrás da WMAQ devido, em grande parte, à transmissão dos Jogos Olímpicos de Inverno de 2010. Em maio de 2012, o telejornal das 22h da WBBM-TV terminou em segundo lugar atrás da WLS. Em 1º de fevereiro de 2010, a WBBM substituiu seu telejornal da manhã do dia da semana por Monsters and Money in the Morning, um programa de mesa redonda apresentado por Mike North e Dan Jiggetts ( apresentadores anteriores da emissora de rádio WSCR (670 AM) e da Comcast SportsNet Chicago's Monsters in the Morning) que se concentrava em tópicos esportivos e financeiros, juntamente com notícias e informações meteorológicas. O programa - que foi produzido independentemente do departamento de notícias para permitir a receita de patrocínios e colocação de produtos - foi cancelado devido às baixas audiências depois de sete meses, terminando em 27 de agosto; foi substituído em 30 de agosto por um programa de notícias mais convencional da manhã, ancorado pelo ex-âncora da WCBS-TV, Steve Bartelstein. 
Em março de 2010, o contrato da Anne State não foi renovado, enquanto o meteorologista e repórter de tecnologia Ed Curran foi demitido de suas funções (embora ele tenha continuado a ser pago pelos 14 meses restantes de seu contrato).  O editor político de longa data Mike Flannery também deixou a emissora após 30 anos para se juntar à rival WFLD.  Em 1º de setembro de 2010, Kurtis e Jacobson foram novamente reunidos como âncoras do noticiário das 18h00 da WBBM, onde permaneceram até fevereiro de 2013, época em que Rob Johnson e a ex-âncora da WCBS-TV da manhã Kate Sullivan - esta última se juntou à WBBM em 13 de setembro de 2010, para co-ancorar o telejornal das 17h00 e 22h00, onde ela permaneceu até setembro de 2015 - assumiram as funções de âncoras para o programa.  Os telejornais noturnos da WBBM mostraram um crescimento significativo posteriormente, muitas vezes competindo com a WMAQ-TV pelo segundo lugar atrás da WLS-TV líder. Os telejornais de fim de semana voltaram à WBBM em 22 de setembro de 2012; com o relançamento, Ed Curran também retornou à emissora como meteorologista para os novos telejornais de sábado e domingo de manhã.   Após a melhor audiência da emissora no domingo de manhã desde a criação da Nielsen's Local People Meters, a WBBM expandiu seu telejornal de domingo de manhã para duas horas - com uma transmissão adicional de uma hora às 6:00 da manhã - em 22 de setembro de 2013. 
Em 17 de fevereiro de 2018, a WBBM lançou um noticiário às 18h00 aos sábados, tornando-se a primeira e única emissora no mercado de mídia de Chicago a ter um noticiário às 18h00 aos sábados; WLS-TV, WMAQ-TV e WGN-TV são as três emissoras restantes no mercado a levar programação sindicalizada e programação produzida localmente ou especiais (e ocasionalmente, infomercial) durante as 18h00 às 19h00 aos sábados.  No entanto, foi apenas temporário.
A WBBM-TV lançou um serviço de streaming de notícias, a CBSN Chicago (uma versão localizada do serviço nacional da CBSN) em 21 de abril de 2020, como parte de um lançamento de serviços similares nas emissoras de propriedade da CBS.  O lançamento do streaming estava inicialmente previsto para o final de março de 2020, mas foi adiado pelo impacto da pandemia de COVID-19.  Em junho de 2020, a WBBM-TV foi homenageada com um prêmio Peabody Award pelo relatório "Unwarranted", uma investigação de 2019 sobre os ataques policiais em Chicago e o impacto que eles deixaram nas famílias e em suas casas. 
Em 16 de dezembro de 2021, a WBBM-TV anunciou que Jim Williams e Marie Saavedra co-ancorporarão um novo telejornal de uma hora às 16h, que estreará em 24 de janeiro de 2022, junto com a meteorologista Mary Kay Kleist e a âncora esportiva Marshall Harris. Em fevereiro de 2022, a repórter Dana Kozlov substituirá Williams como âncora de fim de semana. 

#### "The Enforcer"
Em 1975, o compositor de jingle Dick Marx, nascido em Chicago, escreveu uma música temática para os telejornais da WBBM-TV, baseada na canção "Chicago" (ou "This is my City, Chicago's My Town"), uma canção popular escrita pelo cantor popular de Chicago Tary Rebenar. O tema popular, conhecido como "Channel 2 News", e várias variações sobre ele tem sido usado pela WBBM por todos os anos, exceto seis anos desde então (com os períodos de 1992 a 1994, 1998 a 1999, e 2009, como as referidas exceções). A música também foi adotada por várias outras emissoras em todo o país - a maioria das emissoras filiais da CBS - e se tornou o pacote temático oficial de fato do noticiário da CBS para O&Os. De 1994 a 1997, 2000 a 2001, 2002 a 2008 e desde 2010, a WBBM-TV utilizou uma versão atualizada e sintetizada do tema original especialmente escrita para a emissora intitulada "The CBS Enforcer Music Collection", composta por Frank Gari. De 2006 a 2008, a WBBM-TV utilizou uma versão atualizada do tema, composta por Christian Gari, filho de Frank. Após a atualização da emissora para o noticiário de alta definição, a WBBM-TV encomendou um novo tema ("Heart of the City") composto por inthegroovemusic. Em 21 de junho de 2010, com a adoção de um novo pacote gráfico padronizado que foi lançado nas O&Os da CBS, a WBBM-TV trouxe de volta "Enforcer" com uma versão orquestrada da "Nova Geração" originalmente encomendada pela emissora irmã WCBS-TV da cidade de Nova York.

#### Audiências
Com os pontos fracos da emissora na audiência total desde meados dos anos 90, os noticiários da WBBM-TV estão entre os menos pontuados dos departamentos de notícias operados pelas estações de propriedade e operadas pela CBS, geralmente em quarto lugar entre as estações de língua inglesa do mercado atrás da WLS-TV, WMAQ-TV e (particularmente com a expansão da programação de notícias da emissora desde 2008) da WGN-TV, mas ainda à frente da última emissora WFLD; isto apesar da forte liderança da linha de horário nobre da CBS, que nacionalmente está em primeiro lugar entre as principais redes de transmissão na maior parte do tempo desde a temporada 2005-06.
Nas audiências locais da Nielsen em maio de 2015, os noticiários da WBBM ficaram em quarto lugar entre as emissoras de televisão de Chicago. O telejornal das 22h viu um declínio contínuo no número de espectadores entre os últimos noticiários do mercado, com uma pontuação de 3,5 (abaixo de 0,1 no período de "sweeps" de maio de 2014) e a um terço distante na faixa etária dos adultos de 25-54 anos, ganhando um 0.9 (com o horário nobre incluído, o noticiário da WBBM-TV das 22:00h ficou em quarto lugar entre os noticiários do mercado de Chicago, atrás do noticiário das 21:00h da WGN-TV). O distante terceiro lugar, que se encontrava entre os telejornais das 22:00 horas da noite, entre os últimos noticiários do mercado, também ficou evidente nas pontuações locais de fevereiro de 2015, com o programa ganhando uma audiência de 4.3 (uma queda de 0.7 em relação a fevereiro de 2014). 

#### Controvérsias
Em 2011, a emissora gerou controvérsia sobre uma entrevista com uma criança de quatro anos. A entrevista foi conduzida por um freelancer no vídeo após um drive-by-shooting, e quando a criança foi perguntada se ficaria longe de armas de fogo, a criança respondeu que iria conseguir uma no futuro por causa de suas expectativas de se tornar um policial. A parte em que a criança listou suas futuras expectativas de carreira não foi mostrada durante os telejornais, o que, segundo os críticos, faz com que a criança apareça como se quisesse se envolver em atos criminosos no futuro. 
Mais tarde a direção da emissora pediu desculpas pelo vídeo, dizendo que tomarão medidas para garantir que o vídeo não será transmitido em telejornais subsequentes, e que a direção acompanhou os funcionários. 

## Ligações Externas
- Site Oficial
- Fotos do conjunto de notícias da WBBM-TV
- WBBM-TV no Twitter
- WBBM-TV no Facebook
- WBBM-TV no Instagram
- WBBM-TV no Youtube